# あの日、あの場所/眩光
『あの日、あの場所/眩光』（あのひ あのばしょ / げんこう）は、WANIMAの8作目の配信限定シングル。2022年4月14日にunBORDEからデジタルリリースされた。

## 概要
- 前作『曖昧』から約4か月振りのリリース。
- 自身初の両A面シングルである[2]。
- 表題曲「眩光」は、フジテレビ系水曜ドラマ『ナンバMG5』の主題歌である[1]。
  - 自身がドラマ主題歌を務めるのは、2019年の「アゲイン」（TBS系金曜ドラマ『メゾン・ド・ポリス』主題歌[3]）以来、約3年振りである。
- 本作は、"陰"を表現した「あの日、あの場所」、"陽"を表現した「眩光」という対照的な表題曲となっている[1]。
- 本作のタイトルや公式サイトのトラックリストでは、1曲目に「あの日、あの場所」、2曲目に「眩光」となっている[4]が、音楽配信サイトのトラックリストでは、1曲目に「眩光」、2曲目に「あの日、あの場所」と曲順が逆に収録されている[5]

## 収録曲
1. あの日、あの場所 - [4:21]
作詞・作曲：KENTA
編曲：WANIMA
2. 眩光 - [3:35]
作詞・作曲：KENTA
編曲：WANIMA
  - フジテレビ系水曜ドラマ『ナンバMG5』主題歌[1]
  - 千葉ロッテマリーンズの森遼大朗選手の登場曲。